# Parhyale inyacka
Parhyale inyacka is een vlokreeftensoort uit de familie van de Hyalidae. De wetenschappelijke naam van de soort is voor het eerst geldig gepubliceerd in 1916 door Keppel Harcourt Barnard.